# The Gibson Goddess
The Gibson Goddess é um filme mudo norte-americano de 1909 em curta-metragem, do gênero comédia, dirigido por D. W. Griffith.